# Опоку Афріє
Опоку Афріє (англ. Opoku Afriyie, нар. 2 лютого 1955, Аккра — пом. 29 березня 2020) — ганський футболіст, що грав на позиції нападника. Відомий за виступами в клубах «Асанте Котоко» і «Гартс оф Оук», та у складі національної збірної Гани, у складі якої став дворазовим володарем Кубка африканських націй. По закінченні кар'єри футболіста — ганський футбольний тренер.

## Біографія
Опоку Афріє на клубному рівні розпочав грати в клубі «Асанте Котоко» з Кумасі, у складі якого став кількаразовим чемпіоном Гани та володарем Кубка Гани. Останні роки футбольної кар'єри провів у складі клубу «Гартс оф Оук» з Аккри.
У складі національної збірної Гани Опоку Афріє грав з 1978 до 1982 року, та брав участь у трьох розіграшах Кубка африканських націй. У 1978 році Афріє став у складі збірної переможцем турніру, та одним із трьох кращих бомбардирів турніру. У 1980 році збірна Гани завершила виступи на стадії групового турніру, а в 1982 році збірна Гани знову стала переможцем турніру.
Після завершення виступів на футбольних полях Опоку Афріє став тренером. У 2003 році він очолював свій колишній клуб «Асанте Котоко», пізніше працював у тренерському штабі збірної Гани. Помер колишній футболіст 29 березня 2020 року в Кумасі.

## Титули і досягнення

### Командні
- Володар Кубка африканських націй (2):

Гана: 1978, 1982

### Особисті
- Найкращий бомбардир Кубка африканських націй (1):

1978 (3 голи, разом із Сегуном Одегбамі і Філліпом Омонді)